# Olympische Sommerspiele 2004/Teilnehmer (Belarus)
| Gelbes Symbol für Goldmedaillen mit stilisierten Olympischen Ringen | Graues Symbol für Silbermedaillen mit stilisierten Olympischen Ringen | Braundes Symbol für Bronzemedaillen mit stilisierten Olympischen Ringen |
| ------------------------------------------------------------------- | --------------------------------------------------------------------- | ----------------------------------------------------------------------- |
| 2                                                                   | 5                                                                     | 6                                                                       |

Belarus nahm an den Olympischen Sommerspielen 2004 in Athen mit einer Delegation von 151 Athleten (82 Männer und 69 Frauen) an 121 Wettkämpfen in 22 Sportarten teil. Fahnenträger bei der Eröffnungsfeier war der ehemalige Ringer Alexander Wassiljewitsch Medwed.

## Teilnehmer nach Sportarten

### Bogenschießen
| Männer - Anton Prylepau Einzel: 9. Platz | Frauen - Hanna Karassjowa Einzel: 37. Platz |

### Boxen
Männer
- Alexander Apanasenok
Superschwergewicht: 1. Runde

- Mahamed Aryphadschyjeu
Halbschwergewicht: Silber

- Michail Bernadski
Federgewicht: 2. Runde

- Chawaschy Chazyhau
Bantamgewicht: 2. Runde

- Wiktar Sujeu
Schwergewicht: Silber

- Bato-Munko Wankejew
Fliegengewicht: 1. Runde

### Fechten
| Männer - Dsmitryj Lapkes Säbel, Einzel: 4. Platz | Frauen - Wita Siltschanka Florett, Einzel: 24. Platz |

### Gewichtheben
| Männer - Aljaksandr Anischtschanka Halbschwergewicht: 6. Platz - Michail Awdejew Schwergewicht: 9. Platz - Wital Dserbjanjou Bantamgewicht: 4. Platz - Siarhei Laurenau Leichtgewicht: 6. Platz - Andrej Rybakou Halbschwergewicht: Silber | Frauen - Hanna Bazjuschka Mittelgewicht: Silber - Tazjana Stukalawa Mittelgewicht: Bronze - Nastassja Nowikau Federgewicht: 5. Platz |

### Judo
| Männer - Sjarhej Kucharenka Mittelgewicht: Hoffnungsrunde - Anatol Larukou Leichtgewicht: Hoffnungsrunde - Ihar Makarau Halbschwergewicht: Gold - Sjarhej Nowikau Ultraleichtgewicht: 2. Runde - Juryj Rybak Schwergewicht: Halbfinale - Sjarhej Schundsikau Halbmittelgewicht: Viertelfinale | Frauen - Tazjana Maskwina Ultraleichtgewicht: Viertelfinale |

### Kanu
| Männer - Wadsim Machneu & Raman Petruschenka Kajak-Zweier, 500 Meter: Bronze - Aljaksej Abalmassau, Wadsim Machneu, Raman Petruschenka & Dsjamjan Turtschyn Kajak-Vierer, 1000 Meter: 6. Platz - Aljaksandr Schukouski Canadier-Einer, 500 Meter: 4. Platz Canadier-Einer, 1000 Meter: Hoffnungslauf - Aljaksandr Bahdanowitsch & Aljaksandr Kurljandtschyk Canadier-Zweier, 500 Meter: 6. Platz Canadier-Zweier, 1000 Meter: Hoffnungslauf | Frauen - Alena Bez & Hanna Puschkowa Kajak-Zweier, 500 Meter: 9. Platz |

### Leichtathletik
| Männer - Ihar Astapkowitsch Hammerwurf: 9. Platz - Juryj Bjalou Kugelstoßen: 5. Platz - Leonid Tscherewko Diskuswurf: 27. Platz in der Qualifikation - Wadsim Dsewjatouski Hammerwurf: 4. Platz - Aljaksandr Hlawazki Dreisprung: 34. Platz in der Qualifikation - Wassil Kapzjuch Diskuswurf: 4. Platz - Aljaksej Ljasnitschy Hochsprung: disqualifiziert/kein gültiger Versuch in der Qualifikation - Pawel Lyschin Kugelstoßen: 16. Platz in der Qualifikation - Aljaksandr Malaschewitsch Diskuswurf: 23. Platz in der Qualifikation - Andrej Michnewitsch Kugelstoßen: 4. Platz - Jauhen Misjulja 20 Kilometer Gehen: 19. Platz - Henads Maros Hochsprung: 13. Platz in der Qualifikation - Alexander Pachomenko Zehnkampf: 20. Platz - Asat Rakipau Marathon: DNF - Andrej Szepantschuk 50 Kilometer Gehen: 19. Platz - Andrej Talaschka 20 Kilometer Gehen: 35. Platz - Iwan Zichan Hammerwurf: Silber wegen Dopings disqualifiziert - Iwan Trozki 20 Kilometer Gehen: 23. Platz - Dsmitryj Waljukewitsch Dreisprung: 30. Platz in der Qualifikation | Frauen - Aksana Drahun 4 × 100 Meter: 5. Platz - Alena Hinko 20 Kilometer Gehen: 9. Platz - Iryna Chljustawa 4 × 400 Meter: Vorläufe - Natallja Michnewitsch Kugelstoßen: 5. Platz - Wolha Krauzowa 5000 Meter: Vorläufe - Julija Neszjarenka 100 Meter: Gold 4 × 100 Meter: 5. Platz - Alena Neumjarschyzkaja 4 × 100 Meter: 5. Platz - Nadseja Astaptschuk Kugelstoßen: 4. Platz - Natallja Safronowa Dreisprung: 13. Platz - Natallja Safronnikawa 200 Meter: Viertelfinale 4 × 100 Meter: 5. Platz - Natallja Sasanowitsch Siebenkampf: DNF - Natallja Schymtschuk Speerwurf: 41. Platz in der Qualifikation - Maryja Smaljatschkowa Hammerwurf: 25. Platz in der Qualifikation - Natallja Salahub 4 × 400 Meter: Vorläufe - Swetlana Sudak Hammerwurf: 31. Platz in der Qualifikation - Wolha Zander Hammerwurf: 6. Platz - Waljanzina Zybulskaja 20 Kilometer Gehen: 15. Platz - Ryta Turawa 20 Kilometer Gehen: 4. Platz - Ilona Ussowitsch 4 × 400 Meter: Vorläufe - Swjatlana Ussowitsch 400 Meter: Halbfinale 4 × 400 Meter: Vorläufe - Iryna Jattschanka Diskuswurf: Bronze wegen Dopings disqualifiziert - Elina Swerawa Diskuswurf: 14. Platz in der Qualifikation |

### Moderner Fünfkampf
| Männer - Dsmitryj Meljach Einzel: 5. Platz | Frauen - Galina Baschlakowa Einzel: 21. Platz - Tazzjana Masurkewitsch Einzel: 9. Platz |

### Radsport
| Männer - Wassil Kiryjenka 4000 Meter Einerverfolgung: 13. Platz - Jauheni Sobal Punktefahren: 12. Platz - Aljaksandr Ussau Straßenrennen: DNF | Frauen - Olga Gajewa Straßenrennen: 45. Platz - Sinaida Stahurskaja Straßenrennen: 19. Platz - Natallja Zylinskaja Sprint: 5. Platz 500 Meter Zeitfahren: Bronze |

### Reiten
- Irina Lis
Dressur Einzel: 24. Platz

### Rhythmische Sportgymnastik
Frauen
- Swjatlana Rudalawa
Einzel: 10. Platz

- Ina Schukawa
Einzel: 7. Platz

- Natallja Aljaksandrauna, Jauhenija Burlo, Hlafira Marzinowitsch, Slatislawa Nersesjan, Halina Nikandrowa & Maryja Poplyko
Mannschaft: 4. Platz

### Ringen
| Männer - Sjarhej Bortschanka Halbschwergewicht, Freistil: 14. Platz - Andrej Tschechauskoj Superschwergewicht, griechisch-römisch: 18. Platz - Murad Hajdarau Mittelgewicht, Freistil: disqualifiziert - Barys Hrynkewitsch Superschwergewicht, Freistil: 17. Platz - Aljaksandr Kikinjou Mittelgewicht, griechisch-römisch: 15. Platz - Herman Kantojeu Federgewicht, Freistil: 15. Platz - Sjarhej Lischtwan Schwergewicht, griechisch-römisch: 12. Platz - Wjatschaslau Makaranka Halbschwergewicht, griechisch-römisch: Bronze - Aljaksandr Schamarau Schwergewicht, Freistil: 7. Platz | Frauen - Wolha Chilko Mittelgewicht, Freistil: 6. Platz |

### Rudern
| Männer - Waleryj Radsewitsch, Stanislau Schtscharbatschenja, Pawal Schurmej & Andrej Pljaschkou Doppelvierer: 6. Platz | Frauen - Kazjaryna Karsten Einer: Silber - Julija Bitschyk & Natallja Helach Zweier ohne Steuerfrau: Bronze - Maryja Brel, Tazjana Narelik, Wolha Berasnjowa & Maryja Worona Doppelvierer: 7. Platz |

### Schießen
| Männer - Ihar Bassinski Luftpistole: 11. Platz Freie Pistole: 15. Platz - Wital Bubnowitsch Luftgewehr: 24. Platz Kleinkaliber, Dreistellungskampf: 33. Platz - Andrej Kasak Laufende Scheibe: 7. Platz - Kanstanzin Lukaschyk Luftpistole: 13. Platz Freie Pistole: 37. Platz - Sjarhej Martynau Kleinkaliber, Dreistellungskampf: 29. Platz Kleinkaliber, liegend: Bronze - Juryj Schtscherbazewitsch Kleinkaliber, liegend: 24. Platz - Andrej Wassiljeu Laufende Scheibe: 13. Platz | Frauen - Wiktoryia Tschajka Luftpistole: 16. Platz Sportpistole: 32. Platz - Julija Sinjak Luftpistole: 10. Platz Sportpistole: 25. Platz |

### Schwimmen
| Männer - Pawal Lahun 100 Meter Schmetterling: 26. Platz - Stanislau Newjarouski 50 Meter Freistil: 33. Platz 100 Meter Freistil: 29. Platz - Jahor Salabutau 200 Meter Freistil: 37. Platz | Frauen - Ina Kapischyna 100 Meter Brust: 18. Platz 200 Meter Brust: 16. Platz - Swjatlana Chachlowa 50 Meter Freistil: 15. Platz 4 × 100 Meter Freistil: 11. Platz 100 Meter Rücken: 25. Platz - Iryna Njafjodawa 4 × 100 Meter Freistil: 11. Platz - Alena Popchanka 100 Meter Freistil: 8. Platz 200 Meter Freistil: 11. Platz 100 Meter Schmetterling: 7. Platz - Maryja Schtscherba 4 × 100 Meter Freistil: 11. Platz - Hanna Schtscherba-Lorgeril 100 Meter Freistil: 13. Platz 4 × 100 Meter Freistil: 11. Platz 200 Meter Lagen: 9. Platz |

### Segeln
Frauen
- Tazjana Drasdouskaja
Europe: 20. Platz

### Synchronschwimmen
Frauen
- Kryszina Nadsedsina-Markowitsch & Anastassija Wlassenko
Duett: 19. Platz

### Tennis
Männer
- Maks Mirny
Einzel: Achtelfinale
Doppel: Achtelfinale

- Uladsimir Waltschkou
Einzel: 1. Runde
Doppel: Achtelfinale

### Tischtennis
| Männer - Uladsimir Samsonau Einzel: 4. Runde | Frauen - Tazjana Kostromina Doppel: 3. Runde - Tazjana Lohazkaja Doppel: 3. Runde - Weranika Paulowitsch Doppel: 3. Runde - Wiktoryia Paulowitsch Einzel: 4. Runde Doppel: 3. Runde |

### Trampolinturnen
| Männer - Mikalaj Kasak Einzel: 14. Platz in der Qualifikation - Dsmitryj Poljarusch Einzel: 4. Platz | Frauen - Tazjana Pjatrenja Einzel: 16. Platz in der Qualifikation |

### Turnen
| Männer - Iwan Iwankou Einzelmehrkampf: 65. Platz Barren: 4. Platz Reck: 16. Platz in der Qualifikation Ringe: 13. Platz in der Qualifikation Seitpferd: 13. Platz in der Qualifikation - Dsjanis Sawenkou Einzelmehrkampf: 42. Platz Boden: 28. Platz in der Qualifikation Pferd: 26. Platz in der Qualifikation Barren: 66. Platz in der Qualifikation Reck: 79. Platz in der Qualifikation Ringe: 25. Platz in der Qualifikation Seitpferd: 66. Platz in der Qualifikation | Frauen - Julija Tarassenka Einzelmehrkampf: 59. Platz in der Qualifikation Boden: 68. Platz in der Qualifikation Pferd: 73. Platz in der Qualifikation Stufenbarren: 83. Platz in der Qualifikation Schwebebalken: 80. Platz in der Qualifikation |

### Wasserspringen
Männer
- Sjarhej Kutschmassou
Kunstspringen, Einzel: 25. Platz

- Andrej Mamantau
Turmspringen, Einzel: 30. Platz

- Aljaksandr Warlamau
Kunstspringen, Einzel: 30. Platz
Turmspringen, Einzel: 27. Platz